# Rákóczi Mária Erzsébet
Felsővadászi Rákóczi Mária Erzsébet (Párizs, 1736. december 11. – Párizs, 1780. július 30.) Franciaországban élő római katolikus magyar apáca, II. Rákóczi Ferenc unokája, Rákóczi József és a francia Marie de la Contacière törvénytelen leánya, a Rákóczi-család utolsó sarja.

## Gyermekkora, nevelése
Rákóczi Mária Erzsébet 1736-ban Párizsban született Rákóczi József és a francia Marie de la Contacière törvénytelen gyermekeként. Kétéves korától félárva volt, ekkor halt meg harmincnyolc évesen édesapja. Édesanyja 1739 végén újra férjhez ment, és a kislányt a francia trónörökös, Lajos dauphin és annak első felesége, Mária Terézia spanyol infánsnő vette magához, de már 1744-ben hétéves korában, a trónörökös és felesége jobbnak látták meghitt barátnőjük, Carignan hercegné gondjaira bízni. Ő a gyermeket a Savoyai Hercegség fővárosába, Annecybe vitte, és nevelésére a vizitációs rendi nővéreket kérte fel. A kis hercegnő, aki semmit sem hallott az őseiről, kilenc éven át boldogan élt a Szalézi Szent Ferenc és Chantal Szent Johanna Franciska által alapított zárdában. Carignan hercegné csak később tudatta vele, hogy nagyapja Erdély fejedelme volt, s hogy két király – a francia és a szárd–piemonti – is törődik a nevelésével, és ígéretet kapott, hogy gondoskodni fognak a rangjához illő kiházasításáról. Azonban Mária Erzsébet már korábban eldöntötte, hogy nem fog férjhez menni, és 1754-ben felvételét kérte a rendbe. Így küldték a vizitációs rend nővéreinek  párizsi zárdájába, ahol 1755. június 11-én örök fogadalmat tett, ekkor kapta a Jozefa Sarolta nővér nevet.

## Élete a vizitációs zárdában
A vizitációs rend tagjai főként szemlélődéssel és áhítattal töltik idejüket. Főnöknője már egy hónap múlva a zárda iskolájának másod tanítónőjévé nevezte ki a művelt, és kitűnő pedagógiai érzékkel rendelkező fiatal rendtársat, tíz év múlva pedig őt tette meg az iskola igazgatónőjévé. Növendékei rajongásig szerették, derűs egyénisége és sugárzó istenszeretete hatására sokan választották a szerzetesi hivatást.

## Halála
Jozefa Sarolta hősies türelemmel viselte az évek során meg-megújuló betegségeit. Valószínűleg tuberkulózisban halt meg, szentség hírében 1780. július 30-án. A rendi szokások szerint a zárda kriptájában, koporsó nélkül, jeltelen sírban temették el. 1909-ben a párizsi történeti bizottság a kripta csontmaradványait egy közös sírba temettette el.